# (2360) Волго-Дон
(2360) Волго-Дон (лат. Volgo-Don) — типичный астероид главного пояса, открыт 2 ноября 1975 года советским астрономом Тамарой Смирновой в Крымской астрофизической обсерватории и 28 января 1983 года назван в честь Волго-Донского канала.

## Обнаружение и именование
(2360) Волго-Дон
Открыт 2 ноября 1975 года в Научном Т. М. Смирновой.
Назван по случаю 30-летия строительства Волго-Донского судоходного канала, который соединяет реки Волгу и Дон на их ближайшем сближении.
Оригинальный текст (англ.)2360 Volgo-Don
Discovered 1975-11-02 by Smirnova, T. at Nauchnyj.
Named on the occasion of the 30th anniversary of the construction of the Volgo-Don Navigation Canal, which connects the Volga and Don rivers at their closest approach.
Источники: DISCOVERY.DB; M.P.C. 7617.

## Орбита

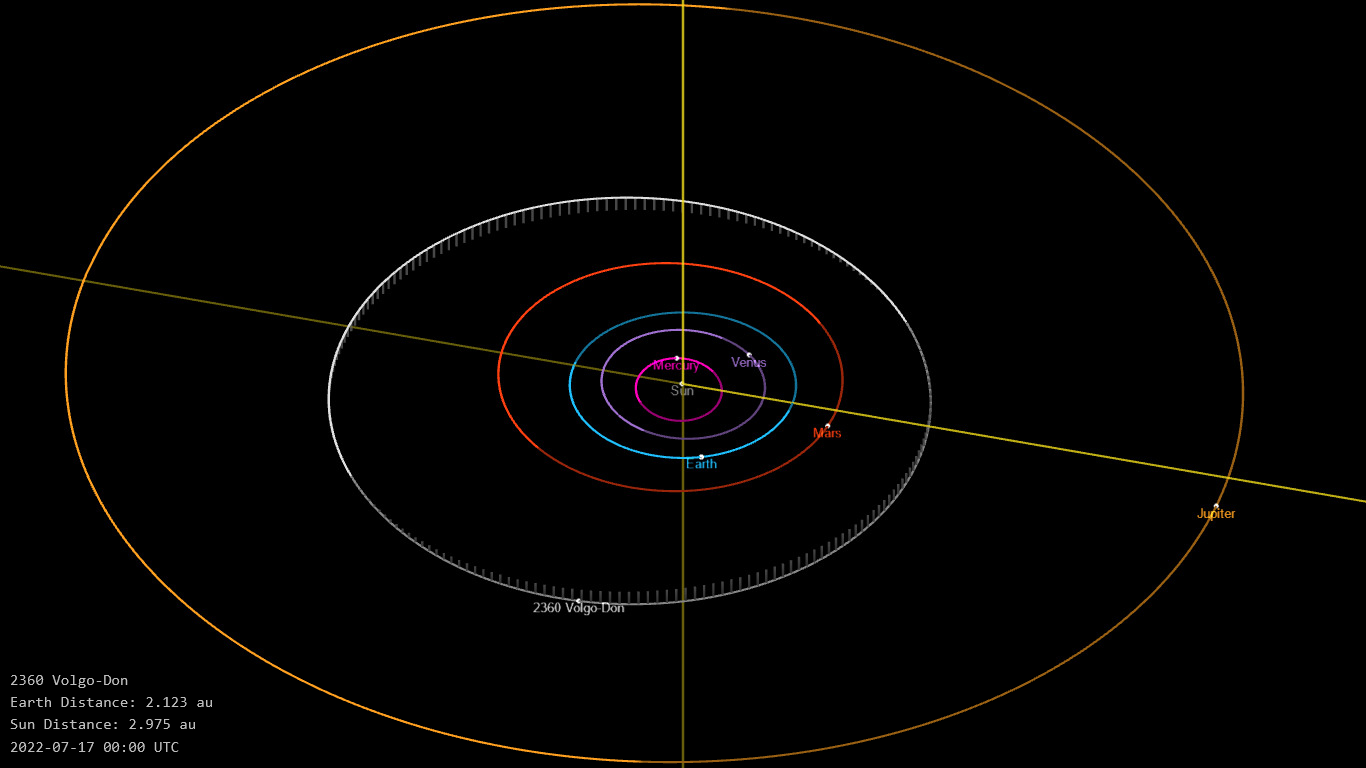
Орбита астероида Волго-Дон и его положение в Солнечной системе

## Физические характеристики
Астероид относится к таксономическому классу C.
По результатам наблюдений в видимом и ближнем инфракрасном диапазоне космического телескопа NEOWISE диаметр астероида сначала оценивался равным 10,070±0,077 км, позже — 9,56±2,10 км, 8,24±2,11 км, 9,692±0,071 км, 7,36±1,90 км. Согласно тем же источникам альбедо оценивается как 0,1912±0,0133, 0,13±0,05, 0,227±0,041 и 0,132±0,077.